# Fastlane 2017
Fastlane 2017 è stata la terza edizione dell'omonimo evento in pay-per-view prodotto annualmente dalla WWE. L'evento, esclusivo del roster di Raw, si è svolto il 5 marzo 2017 al Bradley Center di Milwaukee (Wisconsin).

## Storyline
Il 29 gennaio, alla Royal Rumble, Braun Strowman è intervenuto nel No Disqualification Match tra Roman Reigns e Kevin Owens per l'Universal Championship (di Owens), favorendo la vittoria del campione. Nella puntata di Raw del 30 gennaio Strowman ha affrontato Kevin Owens per l'Universal Championship ma ha vinto l'incontro solo per squalifica a causa dell'intervento di Reigns ai suoi danni e senza il cambio di titolo. Nella puntata di Raw del 6 febbraio Strowman ha sconfitto facilmente quattro jobber locali in un 4-on-1 Handicap match e ha preteso un match importante al General Manager di Raw, Mick Foley, il quale gli ha riferito che a Fastlane affronterà Roman Reigns.
Nella puntata di Raw del 6 febbraio Goldberg ha interrotto il segmento dello United States Champion Chris Jericho e del Universal Champion Kevin Owens e ha annunciato che a Fastlane affronterà lo stesso Owens con in palio l'Universal Championship, sfida che Jericho ha accettato per conto di Owens.
Alla Royal Rumble, Neville ha sconfitto Rich Swann, conquistando così il WWE Cruiserweight Championship. Nella puntata di Raw del 30 gennaio Swann ha attaccato Neville ma, durante ciò, si è infortunato al piede. Per questo motivo Austin Aries ha annunciato che nella puntata di 205 Live del 7 febbraio ci sarà un Fatal 5-Way Elimination match tra Cedric Alexander, Jack Gallagher, Mustafa Ali, Noam Dar e TJ Perkins per decretare il contendente n°1 al WWE Cruiserweight Championship di Neville a Fastlane. Tale incontro è stato vinto da Gallagher che, a Fastlane, affronterà Neville per il WWE Cruiserweight Championship.
Il 29 gennaio, nel Kick-off della Royal Rumble, Karl Anderson e Luke Gallows hanno sconfitto Cesaro e Sheamus, vincendo il Raw Tag Team Championship. Nella puntata di Raw del 6 febbraio il rematch titolato tra i due team è terminato con la vittoria per squalifica di Gallows e Anderson a causa dell'interferenza di Enzo Amore e Big Cass. Nella puntata di Raw del 20 febbraio Enzo Amore e Big Cass hanno sconfitto Cesaro e Sheamus, diventando i contendenti n°1 al Raw Tag Team Championship di Anderson e Gallows per Fastlane. Un match titolato tra i due team è stato dunque annunciato per Fastlane.
Nella puntata di Raw del 13 febbraio Bayley ha sconfitto Charlotte Flair vincendo il Raw Women's Championship per la prima volta, grazie all'aiuto di Sasha Banks. Nella puntata di Raw del 20 febbraio Charlotte ha chiesto ed ottenuto un rematch titolato per Fastlane contro Bayley.
Nella puntata di Raw del 13 febbraio Samoa Joe ha attaccato Sami Zayn al termine del suo match vinto contro Rusev. Nella successiva puntata di Raw del 20 febbraio Joe ha nuovamente attaccato Zayn, permettendo a Kevin Owens di sconfiggerlo facilmente. Il 27 febbraio, dopo l'ennesimo attacco tra i due, è stato annunciato un match tra Sami Zayn e Samoa Joe per Fastlane.
Il 29 gennaio, nel Kick-off della Royal Rumble, Nia Jax ha sconfitto Sasha Banks. La scena si è ripetuta anche nella successiva puntata di Raw del 30 gennaio. Un match tra Nia Jax e Sasha Banks è stato annunciato per Fastlane.
Il 27 febbraio è stato annunciato un incontro per il Kick-off di Fastlane: Akira Tozawa e Rich Swann contro The Brian Kendrick e Noam Dar.

## Risultati
| #       | Incontri                                                                             | Stipulazioni                                        | Durata |
| ------- | ------------------------------------------------------------------------------------ | --------------------------------------------------- | ------ |
| Kickoff | Akira Tozawa e Rich Swann hanno sconfitto Brian Kendrick e Noam Dar (con Alicia Fox) | Tag team match                                      | 9:25   |
| 1       | Samoa Joe ha sconfitto Sami Zayn per KO tecnico                                      | Single match                                        | 9:45   |
| 2       | Luke Gallows e Karl Anderson (c) hanno sconfitto Enzo Amore e Big Cass               | Tag team match per il WWE Raw Tag Team Championship | 8:40   |
| 3       | Sasha Banks ha sconfitto Nia Jax                                                     | Single match                                        | 8:15   |
| 4       | Cesaro (con Sheamus) ha sconfitto Jinder Mahal                                       | Single match                                        | 8:20   |
| 5       | Big Show ha sconfitto Rusev (con Lana)                                               | Single match                                        | 8:45   |
| 6       | Neville (c) ha sconfitto Gentleman Jack Gallagher                                    | Single match per il WWE Cruiserweight Championship  | 12:10  |
| 7       | Roman Reigns ha sconfitto Braun Strowman                                             | Single match                                        | 17:20  |
| 8       | Bayley (c) ha sconfitto Charlotte Flair                                              | Single match per il WWE Raw Women's Championship    | 16:55  |
| 9       | Goldberg ha sconfitto Kevin Owens (c)                                                | Single match per il WWE Universal Championship      | 0:22   |